# Via delle Bocchette
Il Sentiero delle Bocchette è un sentiero attrezzato situato nel gruppo delle Dolomiti di Brenta, ed è forse la più famosa via in alta quota di tutte le Dolomiti.
Suddiviso in cinque tratti, si estende attraverso le caratteristiche cenge, tipiche delle Dolomiti di Brenta.
Offre la possibilità a tutti gli appassionati con un minimo di esperienza di godere dello spettacolo delle montagne del Gruppo del Brenta ad un'altezza superiore ai 2500 metri.

## Caratteristiche
La Via delle Bocchette è un insieme di sentieri e vie ferrate che, sfruttando le caratteristiche cenge, attraversa il gruppo di Brenta da nord a sud, collegando i rifugi e le svariate valli.
Il percorso non segue il filo di cresta bensì attraversa le verticali pareti dolomitiche attraverso gli stretti valichi, ovvero le cosiddette “bocche” che ne danno il nome.
Si tratta di un percorso conosciuto in tutto il mondo.

## Storia
Sebbene già a fine '800 si cominciò a pensare come rendere più semplice l'accesso alle montagne e nel 1926 Pino Prati scrisse nella sua guida della possibilità di collegare le bocchette del Brenta, i primi a considerare seriamente la realizzazione di questo percorso furono nel 1932 Giovanni Strobele, segretario della SAT e Arturo Castelli, gestore del Rifugio Pedrotti.
(Giovanni Strobele, La via delle Bocchette)
L'idea era quella di realizzare un sentiero che, pur rimanendo in quota sfruttando le caratteristiche cenge, permettesse di collegare i vari rifugi del Brenta nonché aprisse alla traversata dell'intero gruppo.
L'obiettivo che si prefissava l'intero progetto consisteva nel permettere anche ai semplici escursionisti di visitare luoghi che fino a quel momento, per via delle elevate difficoltà tecniche, erano raggiungibili solo da forti alpinisti.
La realizzazione del tracciato consisteva sostanzialmente nel collegare le numerose cenge, cosa che avvenne dapprima a mano e in seguito usando compressori o esplosivo.
Come nelle attuali vie ferrate, la sicurezza veniva garantita da corda metallica, gradini e scale di ferro. 
Il progetto inizialmente prevedeva la costruzione della via ferrata solo nel tratto centrale del gruppo (quello che attualmente ha la definizione SOIUSA di Gruppo centrale di Brenta): lungo queste montagne i tratti di ferrata portano per l'appunto nel nome il termine "Bocchette".
La via ferrata delle Bocchette Centrali fu realizzata nell'arco di vent'anni tra il 1937 e il 1957 mentre nel 1969 fu inaugurata la via ferrata delle Bocchette Alte.
A queste si aggiunse la via ferrata Benini, realizzata in forma privata tra il 1970 e il 1972 e subito dopo ceduta alla SAT.
Per quanto riguarda gli altri tratti, nel 1933 venne realizzato il Sentiero dell'Ideale (leggermente diversa dall'attuale via ferrata dell'Ideale) e, subito dopo la guerra nel 1946, veniva inaugurata la via ferrata Castiglioni.
Quindi, nel 1950, veniva attrezzata la via ferrata Brentari, che sostituiva in parte il tracciato del Sentiero dell'Ideale.
Quasi tutti i tratti della parte centrale di questo percorso (Bocchette Alte e Bocchette Centrali) sono intitolati a grandi alpinisti del passato, nell'ordine: Otto Gottstein, Carla Benini de Stanchina, Bartolomeo Figari, Arturo Carlo Quintavalle, Mario Coggiola, Maria Foresti e Carlo Garbari.

## Itinerario
Il primo tratto della Via delle Bocchette è il Sentiero A. Benini di media difficoltà, che aggira Cima Grostè, Cima Falkner e Cima Sella.
Il tratto attrezzato parte poco dopo il Passo del Grostè e raggiunge la Bocca di Tuckett.
Si attraversano la Bocchetta dei Camosci, la Bocchetta Alta di Vallesinella.

Dalla Bocca di Tuckett partono le Bocchette Alte, il tratto più lungo e impegnativo dell'intero percorso che si snoda principalmente lungo l'imponente massiccio di Cima Brenta.
Si attraversano la Bocca di Tuckett, la Bocca Alta, la Bocca Bassa dei Massodi e Bocca degli Armi.
In questo tratto è presente la caratteristica "scala degli amici", esposta e lunga circa 30 metri.

Seguono le Bocchette Centrali, il tratto di maggiore interesse paesaggistico che supera la Torre di Brenta, gli Sfulmini, il Campanile Alto, il Campanile Basso e Cima Brenta Alta, nel cuore del gruppo.
Si attraversano la Bocca degli Armi, la Bocca del Campanile Basso e Bocca di Brenta.

Dopo un tratto di sentiero di avvicinamento inizia il Sentiero O. Brentari che attraversa parte del massiccio di Cima Tosa: in particolare permette la calata dalla Sella della Tosa fino alla Vedretta d'Ambiez.

Infine il Sentiero dell'Ideale aggira la seconda metà di Cima Tosa e Cima d'Ambiez, nella sezione meridionale del Gruppo di Brenta.
Questo sentiero permette di attraversare Bocca d'Ambiez e la Bocchetta dei Camosci.
In alternativa il Sentiero E. Castiglioni aggira Cima d'Ambiez da sud, attraversando la Bocchetta dei Due Denti.

L'itinerario, se percorso da nord verso sud, può essere riassunto nella seguente tabella.
| Tratto | Via ferrata             | Collegamenti                            | Rifugi                                  | Quota max.    |
| ------ | ----------------------- | --------------------------------------- | --------------------------------------- | ------------- |
| 1      | Via ferrata Benini      | Passo del Grostè → Bocca di Tuckett     | Rifugio Graffer → Rifugio Tuckett       | 2910 m s.l.m. |
| 2      | Bocchette Alte          | Bocca dei Camosci → Vedretta degli Armi | Rifugio Tuckett → Rifugio Alimonta      | 2990 m s.l.m. |
| 3      | Bocchette Centrali      | Bocca degli Armi → Bocca di Brenta      | Rifugio Alimonta → Rifugio Pedrotti     | 2770 m s.l.m. |
| 4      | Via ferrata Brentari    | Sella della Tosa → Vedretta d'Ambiez    | Rifugio Pedrotti → Rifugio Agostini     | 2890 m s.l.m. |
| 5      | Via ferrata dell'Ideale | Vedretta d'Ambiez → Bocca dei Camosci   | Rifugio Agostini → Rifugio XII Apostoli | 2870 m s.l.m. |
| 5 var. | Via ferrata Castiglioni | Conca d'Agola → Bocca dei Due Denti     | Rifugio Agostini → Rifugio XII Apostoli | 2860 m s.l.m. |

## Galleria d'immagini
- Bocchette centrali nei pressi del Campanile Basso

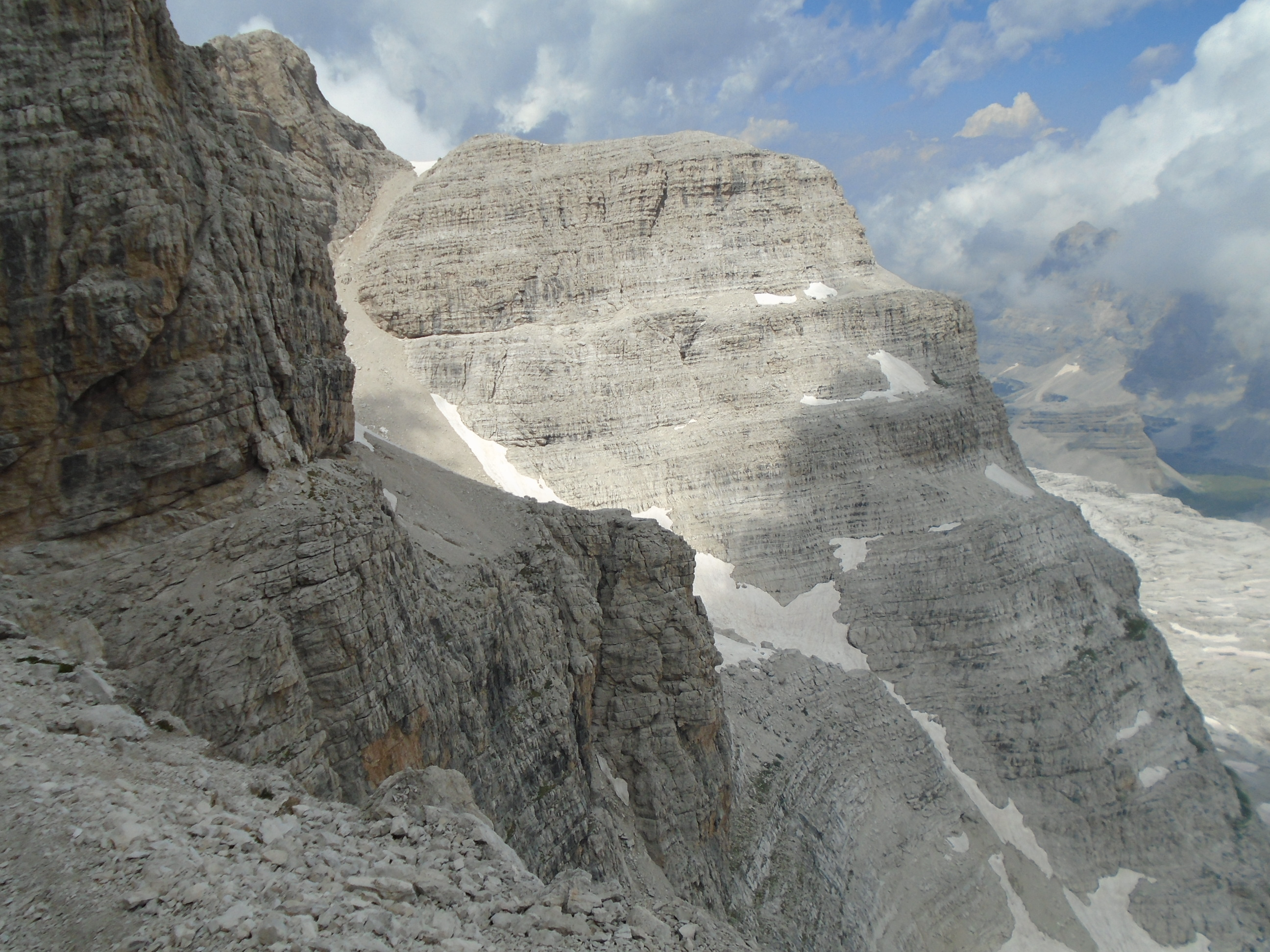
Via delle Bocchette, cengie caratteristiche